# Synthol
Synthol är en oljeblandning som injiceras av kroppsbyggare för att visuellt förstora muskler. Receptet togs fram av tysken Christopher T. Clark som ersättning för det dittills använda ämnet Esiclene, som man slutat producera.
Synthol består av 85 % MCT-olja (Medium Chain Triglycerides, triglycerid), 7,5 % lidokain och 7,5 % bensylalkohol. För att förstora en viss muskel sprutas oljan in i muskeln eller under huden. Oljan lagras i muskeln och leder till en förstoring av muskeln. Synthol innehåller inga androgener eller steroider. Muskelväxten är rent visuell och innebär inte någon ökad muskelstyrka.
Injektion kan leda till emboli, hjärtinfarkt, hjärnskador, andningsproblem och abscesser.